# Nachtblauw
Nachtblauw is de debuutroman van Nico De Braeckeleer. Het boek gaat over zes inwoners van de gemeente Laarbeke, die te maken krijgen met onverklaarbare fenomenen. Ze proberen het noodlot te ontlopen.

## Inhoud
In de kleine gemeente Laarbeke krijgen zes personen te maken met onverklaarbare fenomenen. 
Kathleen heeft van de ene op de andere dag te kampen met gephyrofobie; ze durft geen bruggen meer over. Haar echtgenoot krijgt plots angstaanvallen als het onweert. Hun anders zo rustige baby begint onophoudelijk te huilen, maar volgens de dokters is hij kerngezond. Marinus, de burgemeester van Laarbeke, raakt alle tijdsbesef kwijt. Langzaam vervaagt voor hem de grens tussen heden, verleden en toekomst. De 81-jarige Arthur krijgt bezoek van zijn echtgenote die drie jaar geleden overleed. Hoofdinspecteur Ceulemans onderzoekt de raadselachtige verdwijning van verschillende inwoners. 
Kloosterzuster Rita krijgt visioenen die weleens de sleutel zouden kunnen zijn tot het ontrafelen van het mysterie.